# Almaleea paludosa
Almaleea paludosa är en ärtväxtart som först beskrevs av J.Thompson, och fick sitt nu gällande namn av Michael Douglas Crisp och Peter Henry Weston. Almaleea paludosa ingår i släktet Almaleea och familjen ärtväxter. Inga underarter finns listade i Catalogue of Life.